# Haliclona oculata
Haliclona oculata - gatunek gąbki z gromady gąbek pospolitych należący do rodziny  Chalinidae. Otwór wyrzutowy ukształtowany w kształcie wieży wysokości do 10 cm. Wielkość poprzeczna 50 cm i więcej. Ubarwienie purpurowe.
Występuje u wybrzeży Afryki na terenie RPA.